# Mitcheldean
Mitcheldean é uma pequena cidade e paróquia de Forest of Dean, no condado de Gloucestershire, na Inglaterra. De acordo com o Censo de 2011, tinha 2783 habitantes. Tem uma área de 10,39 km².